# Sabcha Tah
Sabcha Tah (fr. Sebkha Tah) – depresja, najniższy punkt Maroka o wysokości 55 m p.p.m. Znajduje się w południowej części kraju przy granicy z Saharą Zachodnią. W obszarze depresji położone jest miasto Tarfaja.